# 罗凯斯泰龙
罗凯斯泰龙（法語：Roquestéron，法語發音：[ʁɔkɛsteʁɔ̃]）是法国滨海阿尔卑斯省的一个市镇，属于尼斯区。

## 地理
罗凯斯泰龙（43°52'25"N, 7°0'16"E）面积6.47 平方千米，位于法国普罗旺斯-阿尔卑斯-蓝色海岸大区滨海阿尔卑斯省，该省份为法国东南部沿海省份，南濒地中海，西南至瓦尔省，西北接上普罗旺斯阿尔卑斯省，北部和东部与意大利接壤。
与罗凯斯泰龙接壤的市镇（或旧市镇、城区）包括：孔塞居德、屈埃布里、皮埃尔弗、普罗旺斯地区拉罗克、锡加勒。

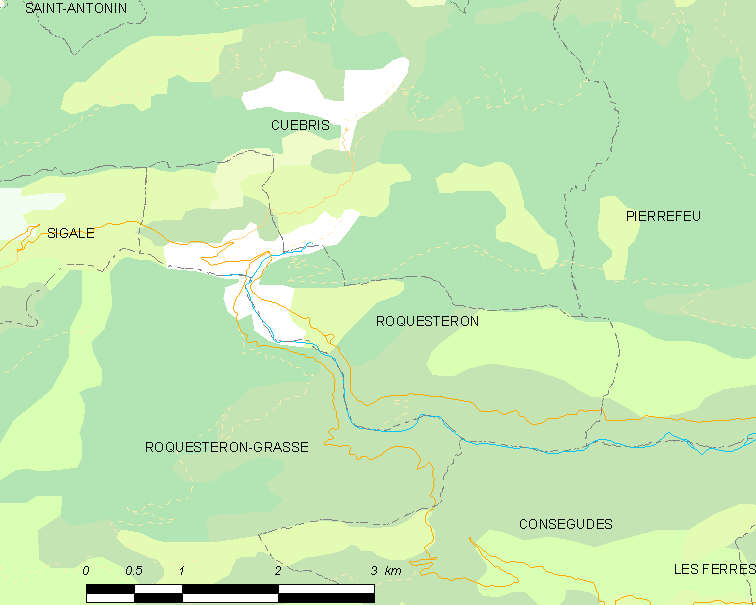
罗凯斯泰龙的OSM定位图

罗凯斯泰龙的时区为UTC+01:00、UTC+02:00（夏令时）。

## 行政
罗凯斯泰龙的邮政编码为06910，INSEE市镇编码为06106。

## 政治
罗凯斯泰龙所属的省级选区为旺斯县。

## 人口

1962-2008年间罗凯斯泰龙人口变化图示

罗凯斯泰龙于2022年1月1日时的人口数量为557人。